# Козловский, Савелий Иванович
Князь Савелий Иванович Козловский — голова, посол, наместник и воевода во времена правления Михаила Фёдоровича и Алексея Михайловича.
Из княжеского рода Козловские. Единственный сын головы и московского дворянина князя Ивана Андреевича Козловского.

## Биография
В 1633 году первый воевода Прибыльного полка в Мценске. В 1634 году второй воевода в Воронеже, а в 1635 году в Пскове. В 1635-1637 году воевода в Воронежской крепости. В феврале 1639 года встречал в Золотой палате немецких послов при представлении их Государю. В 1641 году основал крепость Саранск, став её первым воеводой. В 1644 году воевода в Свияжске. В августе 1645 года пристав у датских послов, которых провожал до польской границы. В августе 1646 года, в составе одного каравана трёх русских посольств, наместник Звенигородский князь Савелий Иванович направлен вместе с дьяком Иваном Зиновьевым в посольство к персидскому шаху  Аббасу II. Задачей посольства было известить шаха о вступлении на престол царя Алексея Михайловича и продолжении торговых отношений. В 1654 году участвовал в русско-польской войне против польского короля. В 1656 году участник похода против шведов из Смоленска для осады Риги, третий голова у огней в Государевом полку. В августе этого же года встречал у государева шатра в стане под Куконосом, при представлении Государю, датского посланника. В 1658 году судья в Судном московском приказе. В августе 1659 года велено ему быть осадным воеводою в Новодевичьем монастыре в связи с крымской угрозою. В 1660-1663 годах первый воевода в Терках. В 1668 году второй судья в Иноземном и Рейтарском приказах. В 1668-1670 годах воевода на Ваге.
Имел единственного сына воеводу Сургута (1666-1671) князя Григория Савельевича по прозванию Зима.